# 囊瓣延胡索
囊瓣延胡索（学名：Corydalis saccata）为罂粟科紫堇属下的一个种。

## 扩展阅读
- 維基物種上的相關：囊瓣延胡索